# Repubblica Dominicana ai Giochi della XXXIII Olimpiade
La Repubblica Dominicana ha partecipato ai Giochi della XXXIII Olimpiade, svoltisi a Parigi dal 26 luglio all'11 agosto 2024, con una delegazione di 59 atleti (incluse le riserve), 33 uomini e 26 donne, in 13 discipline.
I portabandiera alla cerimonia di apertura sono stati Audrys Nin Reyes e Marileidy Paulino.

## Medagliere

### Medaglie
| Medaglia | Nome              | Sport            | Evento                    |
| -------- | ----------------- | ---------------- | ------------------------- |
| Oro      | Marileidy Paulino | Atletica leggera | 400 metri piani femminili |
| Bronzo   | Junior Alcántara  | Pugilato         | Pesi mosca maschile       |
| Bronzo   | Cristian Pinales  | Pugilato         | Pesi medi maschile        |

## Delegazione
| Sport             | Uomini | Donne | Totale |
| ----------------- | ------ | ----- | ------ |
| Atletica leggera  | 5      | 4     | 9      |
| Calcio            | 18     | 0     | 18     |
| Equitazione       | 0      | 1     | 1      |
| Ginnastica        | 1      | 0     | 1      |
| Judo              | 1      | 1     | 2      |
| Lotta             | 1      | 0     | 1      |
| Nuoto             | 1      | 1     | 2      |
| Pallavolo         | 0      | 13    | 13     |
| Pugilato          | 2      | 1     | 3      |
| Sollevamento pesi | 0      | 3     | 3      |
| Taekwondo         | 1      | 1     | 2      |
| Tiro              | 1      | 0     | 1      |
| Tuffi             | 2      | 1     | 3      |
| Totale            | 33     | 26    | 59     |